# Военно-оркестровая служба Вооружённых Сил Российской Федерации
Военно-оркестровая служба Вооружённых Сил Российской Федерации — формирование (специальная служба) Вооружённых Сил Российской Федерации, призванная содействовать духовному и культурному развитию военнослужащих и гражданского персонала Вооружённых Сил Российской Федерации, готовить квалифицированные кадры военных дирижёров и музыкантов.
Подчинена Начальнику Генерального штаба Вооружённых Сил Российской Федерации — первому заместителю Министра обороны Российской Федерации.
Ранее в вооружённых силах при помощи музыкальных инструментов происходило управление формированиями, в повседневной деятельности и в бою, отдельные элементы этого управления сохранены и сейчас.
Праздник — День Военно-оркестровой службы Вооружённых Сил Российской Федерации. Отмечается ежегодно 14 января.

## Состав службы
В состав Военно-оркестровой службы Вооружённых Сил Российской Федерации входят:
- Орган управления Военно-оркестровой службы Минобороны России
- Московское военно-музыкальное училище имени генерал-лейтенанта В. М. Халилова
- Центральный военный оркестр Министерства обороны Российской Федерации
- Центральный концертный образцовый оркестр Военно-Морского Флота имени Н. А. Римского-Корсакова
- Военный Образцовый оркестр (Почетного караула)
- военно-оркестровая служба военных округов, флотов, отдельных армий, флотилий, военно-морских районов
- оркестры штабов округов, группы войск, флотов, отдельных армий, флотилий, военно-морских районов
- оркестры соединений, воинских частей и военно-учебных заведений.

## Руководители военно-оркестровой службы
- В Вооружённых Силах — начальник Военно-оркестровой службы Вооружённых Сил Российской Федерации — главный военный дирижёр
- В военном округе, на флоте, в отдельной армии, на флотилии, в военно-морском районе — начальник военно-оркестровой службы военного округа
- В гарнизоне — военный дирижёр гарнизона
- В соединении — старший военный дирижёр соединения

### Начальники службы (период)
- генерал-майор Чернецкий, Семён Александрович, инспектор военных оркестров (1924—1949)
- генерал-майор Петров, Иван Васильевич[2] (1950—1958)
- генерал-майор Назаров, Николай Михайлович[3] (1958—1976)
- генерал-майор Михайлов, Николай Михайлович (1976—1993)
- генерал-лейтенант Афанасьев, Виктор Васильевич[4] (1993—2002)
- генерал-лейтенант Халилов, Валерий Михайлович (2002—2016)
- генерал-майор Маякин, Тимофей Константинович[5] (2016 — н. в.)

## Деятельность военных оркестров
Служебная деятельность военных оркестров тесно связана с задачами боевой подготовки и повседневной деятельностью воинской части. Она заключается:
- В музыкальном обеспечении воинских ритуалов, общественных, культурно-массовых и спортивных мероприятий;
- В концертных выступлениях и проведении культурно-просветительной работы
- В оказании методической помощи музыкальной самодеятельности воинской части, подготовке сигналистов-барабанщиков, разучивании строевых песен в подразделениях.

Функции военных оркестров:
- ритуально-организационная;
- организационно-мобилизующая;
- парадно-демонстративная
- образовательно-просветительская
- концертно-театральная[6]

Гражданский персонал оркестров участвует в подготовке и проведении оркестром всех служебных, концертных, культурно-просветительных и других мероприятий в пределах прав и обязанностей, определённых Трудовым кодексом Российской Федерации.
Оркестр выступает с концертами в воинских частях, учреждениях и организациях Вооруженных Сил, а также в домах культуры, городских парках и на других концертных площадках; по радио и телевидению. Основу репертуара оркестра составляют произведения на героическую и военно-патриотическую тему, лучшие сочинения отечественных и зарубежных авторов.
При оркестре также могут содержаться воспитанники 14-17 лет, численностью до 15 человек.

## История военно-оркестровой службы
19 февраля (2 марта) 1711 года Петром I был подписан Указ № 2319, объявлявший о введении на постоянной основе военных хоров в части регулярной армии и были определены «штаты кавалерийских и пехотных полков с показанием оных по губерниям» Оркестры, или военные хоры, состояли из одного гобоиста-иностранца и восьми гобоистов-русских. Кавалерийские полки имели одного гобоиста-иностранца и десять гобоистов-русских. Для осуществления сигнальной службы, штатом предусматривалось наличие 16 барабанщиков, двух трубачей, полковой литаврист, а также 20 барабанщиков, не входивших в состав оркестра. Спустя год — 8 февраля 1712 г. были установлены штаты оркестров для артиллерийских полков: два гобоиста-иностранца, восемь гобоистов-русских. Сигнальную службу в этих полках осуществляли одиннадцать барабанщиков и полковой литаврист. Оркестры имели смешанный состав: пять гобоистов, два трубача и два валторниста. Гвардейские полки имели сверхштатные составы оркестров, практически во все годы существования Русской Императорской Армии. Например, в 1716 г. Семёновский полк имел 30 музыкантов, а Преображенский — 40, но, естественно, без учёта музыкантов сигнальной службы, к которым, примыкали и хоры солдатских песенников. В первой половине 18 века каждый полк стал иметь капельмейстера, а в полках лейб-гвардии учреждаются школы для подготовки музыкантов из числа солдатских детей. В 1730—1732 гг. штаты гвардейских полков состояли уже из 18 музыкантов: 10 гобоистов и по четыре трубачей и валторнистов.
Во времена царствования Екатерины II произошёл несанкционированный законодательными актами рост численности оркестров: некоторые полки имели до 100 музыкантов, да ещё и по несколько оркестров: роговой, янычарский, а некоторые и смычковый оркестр. Изменился и качественный состав оркестров, пополнившийся новыми инструментами: поперечными флейтами, кларнетами, большими барабанами, тарелками, треугольниками, маленькими свирелями и бунчуками. Использование инструментов из оркестра «янычарской музыки» повлияло на развитие военно-музыкальной культуры, так как более широкий тембровый диапазон расширял возможности для композитора и оркестра по созданию качественно новых музыкальных произведений.
В эпоху царствования Павла I штат оркестров определялся «Положением о музыке в полках пехотных, драгунских, гарнизонных и в артиллерии»,
согласно которому в пехоте и драгунских полках хоры были сокращены до пяти человек (две валторны, два кларнета и фагот), в артиллерии- до восьми музыкантов, «а в гарнизонных полках не иметь никакой музыки…».
В 1802 году штаты военных оркестров для Преображенского полка были увеличены до 22 музыкантов (по четыре валторны, трубы, кларнета, флейты, фагота и ударные — два исполнителя) и по одиннадцати для Семёновского и Измайловского полков. Гвардейские кавалерийские и армейские конные полки оркестров в то время не имели, за исключением трубачей и литавристов сигнальной службы. Армейские пехотные полки (гренадерские и мушкетёрские) имели в своем составе девять музыкантов (по две валторны и, фагота, кларнета, флейт и один барабан), а в артиллерийских частях — оркестры составляли 10 человек.
В 1804 году Военные оркестры вводятся в Донском, Черноморском, Уральском и Оренбургском казачьих войсках. В 1804 г. На Балтийском флоте было определено иметь 100 трубачей, 36 музыкантов и 4 литаврщика. К 1812 г. Оркестры Черноморского флота достигают такой же численности, что и балтийские. На протяжении 1808—1809 гг. создаётся большое количество новых гвардейских частей, как пехотных, так и кавалерийских, где Указом Александра I предусматривалось наличие гвардейских военных оркестров численностью в 25 человек. В Преображенском же полку устанавливается штат в 40 человек. Инструментальные составы этих оркестров были уточнены дополнительным указом от 15 апреля 1809 года. В Преображенском полку было 40 инструментов, а в прочих полках гвардии — 25 инструментов. Таким образом, очевидно, что оркестры обогатились новыми инструментами. Преобладающей группой в этих оркестрах являлись деревянные духовые инструменты (28 в оркестре из 40 инструментов и 17 в оркестре из 25 исполнителей). Тем не менее вполне чётко обозначились три основные группы инструментов: деревянные духовые, медные духовые (с натуральным звукорядом) и ударные инструменты. Этот тип оркестра смешанного состава располагал широким оркестровым диапазоном, разнообразием тембровых красок и с успехом мог быть применён для исполнения произведений строевого и концертного репертуаров. Французский теоретик Ж. Кастнер писал:

«В 1813 году русская музыка, которая всегда сохраняла печать оригинальности, дошла до такой степени совершенства, что привлекла внимание даже немецких музыкантов, возбуждая их похвалы. Русская гвардейская музыка располагала всеми инструментами, которые были в употреблении в ту эпоху, примерно теми же самыми, которые были в ходу в Германии и употребляла их при исполнении блестящих маршей»— 
Наряду с количественным увеличением состава гвардейских оркестров и обогащением их состава новыми инструментами, были предприняты серьёзные усилия по обучению будущих военных музыкантов. Так, задачей сформированного в 1808 г. Учебного гренадерского батальона наряду с подготовкой унтер-офицеров являлась также подготовка «музыкантов, барабанщиков и флейтщиков». Учебный батальон состоял из 4-х гренадерских и 2-х «неранжированных рот: музыканской и барабанщичьей».
В роту, готовившую музыкантов для войск, входили капельмейстер и 150 человек, разделявшихся по 25 музыкантов в шести оркестрах. Специально для сигнальной службы в «барабанщечьей» роте готовились барабанщики и флейтщики. Ежегодно Учебный гренадерский батальон должен был выпускать 75 музыкантов для армии. Трубачей для кавалерии готовили в Учебном кавалерийском эскадроне и других воинских частях.

## Концертная и просветительская деятельность
Ежегодная концертная деятельность военных оркестров началась в ноябре 1813 года в зале Филармонического общества Санкт-Петербурга, затем в апреле 1814 года, и третий концерт, принёсший доход 52 тысячи рублей − 19 марта 1816 году ко дню вступления русских войск в Париж в 1814 году. Так называемые «инвалидные» концерты, доходы от которых шли ветеранам войны стали проводиться ежегодно, вплоть до начала первой мировой войны. Они шли в обеих столицах и других городах, в которых принимали участие, как правило, сводные оркестры, а также солдатские хоры. В их репертуар неизменно включались произведения героико-патриотического плана: полонезы О.Козловского, хоровая пьеса К. Кавоса «Куплеты 1814 г.», а также произведения классиков — Моцарта, Глюка, Бетховена. Военные оркестры, выйдя за пределы расположения своих частей, сыграли определённую положительную роль в воспитании музыкального вкуса слушателей.

## Репертуар военно-оркестровой службы
В XIX веке, как и ранее, акцент делался на создании строевой музыки, предназначенной для выполнения оркестрами своей основной служебной функции, то есть маршей. Изданный музыкальным издателем Дальмасом 4-томное издание 208 партитур, написанных в период с 1809 по 1829 годы, явилось вехой для музыкальной культуры России в целом. В собрании представлены два типа маршей: тихие и скорые.
Авторами маршей издания Г. Дальмаса являются: А. Дёрфельдт-отец (свыше сорока маршей) , К. Кавос, Н. Титов, О. Козловский, Антонолини, Д. Штейбельт и другие. Сто десять маршей напечатаны без указания авторов. Тихий марш л.-гв. Семёновского полка был написан его командиром генералом А. Римским-Корсаковым. Темами маршей нередко становились народные песни, так, в одном из скорых маршей А. Алябьева использована солдатская песня «Вдоль да по речке». Несколько маршей этого композитора основаны на народно-песенных интонациях.
В основу бодрого и жизнерадостного «Парижского марша 1815 года» композитором положены песни украинского фольклора, где ясно прослеживаются интонационные связи с песней «Дощік, Дощік».
Скорые марши более оживлённые по характеру и нередко включали элемент танцевальности или народной песенности. Несколько маршей этого издания сходны по своей метроритмической структуре с современными «колонными» маршами. Несколько маршей имеют своими темами оперные мелодии, например, «Марш Кавалергардского полка» композитора Ф. А. Буальдьё построен на тематическом материале, который композитор использовал в опере «Белая дама» (1825).
В «Марше Фанагорийского полка» включён мотив из оперы А. Моцарта «Свадьба Фигаро», — «Мальчик резвый, кудрявый».

## Выдающиеся капельмейстеры, композиторы и музыканты, повлиявшие на развитие Военно-оркестровой службы ВС России
| - А. Дерфельд-отец - Д. С. Бортнянский - О. А. Козловский - Д. Штейбельт - Ф. Гаазе - Н. Титов - А. А. Алябьев - Антонолини - Н. А. Римский-Корсаков - В. Главач - Ф. Шоллар | - И. А. Шатров - В. И. Агапкин - Н. П. Иванов-Радкевич - С. А. Чернецкий - М. Кюсс - Ф. Николаевский - Я. Богорад - И. Армсгеймер - В. Брандт - К. Кинд - В. М. Халилов |

## Память
В 2015 г. был установлен памятник Шатрову и Агапкину, авторам произведений «Прощание славянки» и «На сопках Маньчжурии» в гор. Тамбов.